# Betekenis
De betekenis is datgene in de werkelijkheid waarnaar door middel van een teken (een woord, gebaar, voorwerp of andersoortige betekenisdrager die verwijst naar een betekenis) wordt verwezen. De omgeving waarin dit plaatsvindt staat bekend als het "betekenisvormingsproces".
In de filosofie en de structuralistische taalkunde bestaan drie verschillende benaderingen van het begrip "betekenis":
- Betekenis in taalkundige zin
- Ideationele theorie
- Stimulus-responstheorie

In taalkundig opzicht vormt betekenis als zodanig tevens het hoofdonderwerp van de semantiek.

## Betekenis in taalkundige zin: referentialisme/semantiek

#### Referentialisme
Met referentialisme wordt de betekenis van een woord, zinsdeel of hele zin bedoeld, ofwel datgene in de werkelijkheid waar door middel van talige elementen naar verwezen wordt: de referent. Betekenis en verwijzing vallen volgens deze definitie van "betekenis" min of meer samen. Deze interpretatie van het begrip "betekenis" staat het dichtst bij het dagelijkse taalgebruik.
De hier genoemde opvatting is echter volgens sommige filosofen problematisch. Een bekend tegenstander van het referentialisme is Gottlob Frege. Hij voert aan dat de twee woorden morgenster en avondster beide naar hetzelfde buitentalige object verwijzen, te weten de planeet Venus. Toch is de betekenis van deze woorden niet hetzelfde, want ze zijn niet zonder meer uitwisselbaar. Op grond van de uitdrukkingen zelf is niet duidelijk dat het over hetzelfde object gaat (in feite betreft het hier twee woorden die verschillende hoedanigheden van hetzelfde object beschrijven).
Volgens Frege is het dus mogelijk om de betekenis van een woord te laten variëren, zonder dat datgene waarnaar verwezen wordt meeverandert. Realiteit schept de taal, niet andersom. In navolging van eerdere filosofen - met name Leibniz - bedacht Frege daarom als alternatief voor de menselijke taal een heel systeem van arbitraire tekens, zonder verwijzing naar de betekenis.

#### Semantiek en aanverwante disciplines
De studie van betekenis in taalkundige zin is het hoofdonderwerp van de semantiek. Hierbinnen zijn de volgende deelgebieden te onderscheiden: woordsemantiek ofwel lexicale semantiek, structuralistische semantiek en zinssemantiek. De pragmatiek is een discipline die zich specifiek bezighoudt met de betekenis van taaluitingen in concrete situaties, als een soort "tussenstation" tussen taal en werkelijkheid. Formele semantiek houdt zich niet bezig met de betekenis van taal maar met die van formele systemen.
Woordsemantiek dient te worden onderscheiden van zinsemantiek, aangezien hetzelfde woord niet altijd hetzelfde betekent in verschillende contexten. Anderzijds kunnen twee zinnen met precies dezelfde woorden soms toch iets anders betekenen, zoals de ambigue zin De man ziet de vrouw met een verrekijker. Afhankelijk van de grammaticale functie van het laatste zinsdeel - is het een bijwoordelijke of een bijvoeglijke bepaling bij "de vrouw"? - kan deze zin op twee verschillende manieren worden geïnterpreteerd.

## De ideationele theorie
Deze theorie is in de 17e eeuw uitgewerkt door de Engelse filosoof John Locke. Woorden staan volgens deze theorie voor ideeën. Taal is een "brug" tussen werkelijkheid en gedachten. Gedachten bestaan uit een stroom van ideeën in het bewustzijn, en zijn alleen maar toegankelijk voor het subject. Gedachten kunnen naar een ander worden overgebracht via de taal. Taal is daarmee een "vehikel" voor, ofwel een medium of omcodering van gedachten.
Net als bij Frege gaat ook deze theorie er impliciet van uit dat men zonder taal eveneens kan denken. Taal gaat immers volgens deze visie pas een rol spelen als de gedachten naar een ander moeten worden overgebracht. Of dit het geval kan zijn is tot op heden een controversieel onderwerp. In veler ervaring gaan gedachten en taal altijd samen - de meeste volwassen mensen denken louter door middel van taal.
Dit betekent echter geenszins dat men zonder taal helemaal niet kan denken of gevoelens uitdrukken. Volgens eigentijdse filosofen als Martha Nussbaum kunnen andere vormen van menselijk uiten - zoals beelddenken, wiskundig denken en muziekcompositie - dezelfde functie vervullen als taal met woorden.
Ook het al dan niet bewust toepassen van grammaticale regels gebeurt zonder dat men er door middel van woorden over hoeft na te denken. Een aantal mensen (volwassenen met beperkingen als afasie, of peuters en zuigelingen) en ook sommige dieren geeft blijk in staat te zijn redeneringen rechtstreeks uit te voeren en/of gevoelens te tonen zonder gebruik van taal.

## De stimulus-responstheorie
De betekenis van een woord wordt in deze theorie in verband gebracht met publiekelijk waarneembare aspecten van een situatie waarin taal wordt gebruikt. Hierbij verwijst men naar het behaviorisme, waarin menselijk gedrag wordt verklaard via een stimulus-reactiemodel.